# Gekkan Shōnen Jump
Gekkan Shōnen Jump (月刊少年ジャンプ Gekkan Shōnen Janpu?) fue una revista mensual de manga publicada en Japón por Shūeisha desde el 6 de febrero de 1970. En febrero de 2007 se anunció el cese definitivo de la publicación de esta revista, según la editorial por motivos de ventas. Fue reemplazada por una nueva revista mensual llamada Jump Square.

## Historia
Gekkan Shonen Jump comenzó como una versión de spin-off de Shūkan Shōnen Jump llamado Bessatsu Shōnen Jump. Aunque esta versión spin-off paso llamarse Monthly Shōnen Jump, que emprendió y se convirtió en su propia revista de manga separada e independiente.
En Japón para la década de 1980 se centraron en personajes bishōjo (jóvenes bonitas, usualmente en una edad colegial) y Shūkan Shōnen Jump se destacó debido a los muchos productos y juguetes que tuvo durante ese período y en la década de 1990. 
En 1983 y 1988 un número especial llamado de Hobby Jump tenía artículos sobre videojuegos arcade y videojuegos. Los videojuegos eran de sistemas tempranos como Famicom, MSX y Sega SG-1000 Mark III. Otra trabajo fue Go! Go! Jump una colaboración entre su revista hermana Shūkan Shōnen Jump; que se publicó en 2005 y sólo se publica una vez. La mayor circulación promedio fue en 1989, con alrededor de 140 millones de copias en la Era Heisei.
El 22 de febrero del 2007, Shūeisha anunció que la revista cesaría de publicarse a partir de la edición de julio, a la venta el 6 de junio, dado que las ventas se habían reducido a menos de un tercio de su máximo. El 2 de mayo, a través de una carta, la editorial anunció que cuatro títulos continuarían en esta nueva revista, y que tendrían varios capítulos especiales en Shūkan Shōnen Jump. Shūeisha también anunció que una nueva revista llamada Jump SQ tomaría su lugar a partir del 2 de noviembre.

## Lista de títulos
Títulos con ☆ fueron trasladados a la nueva revista Jump Square.
- Yūichi Agarie & Kenichi Sakura
  - Kotokuri

- Hiroshi Aro
  - Sherriff

- Rin Hirai
  - Legendz

- Akira Toriyama
  - Neko Majin Z

- Hiroyuki Asada
  - I'll
  - Tegami Bachi (Letter Bee) ☆

- Takehiko Inoue
  - Buzzer Beater

- Akio Chiba
  - Captain

- Kōichi Endo
  - Shinigami-kun

- Fumihito Higashitani
  - Kuroi Love Letter

- Daisuke Higuchi
  - Go Ahead

- Shōtarō Ishinomori
  - Cyborg 009

- Yūko Ishizuka
  - Anoa no Mori

- Bibiko Kurowa
- Gentō Club

- Gatarō Man
  - Jigoku Kōshien

- Kōsuke Masuda
  - Gag Manga Biyori ☆

- Takayuki Mizushina
  - Uwa no Sora Chūihō

- Akira Momozato
  - Guts Ranpei

- Motoki Monma
  - Kattobi Itto

- Gō Nagai
  - Kekko Kamen

- Keiji Nakazawa
  - I Saw It

- Tarō Nami & Hiroshi Takahashi
  - Eleven

- Riki Sanjo & Kōji Inada
  - Bōken Ō Beet (en hiato desde septiembre de 2006)

- Ami Shibata
  - Ayakashi Tenma

- Yoshihiro Takahashi
  - Shiroi Senshi Yamato

- Kikuhide Tani & Yoshihiro Kuroiwa
  - Zenki

- Osamu Tezuka
  - 1985 e no Tabidachi
  - Godfather no Musuko
  - Grotesque e no Shōtai
  - Inai Inai Bā

- Norihiro Yagi
  - Angel Densetsu
  - Claymore ☆

- Akihisa Ikeda
  - Rosario + Vampire ☆

- Katakura Masanori
  - Mahou Tsukai Kurohime☆

## Recepción
- 2004 (septiembre de 2003 - agosto de 2004) 446.666 ejemplares.
- 2005 (septiembre de 2004 - agosto de 2005) 417.500 ejemplares.
- 2006 (septiembre de 2005 - agosto de 2006) 376.667 ejemplares.